# Anthoxanthum pallidum
Anthoxanthum pallidum là một loài thực vật có hoa trong họ Hòa thảo. Loài này được (Hand.-Mazz.) Tzvelev mô tả khoa học đầu tiên năm 1968.